# Gianfranco Pandolfini
Gianfranco Pandolfini   (Florència, 16 de febrer de 1920 - Florència, 3 de gener de 1997) va ser un nedador i waterpolista italià que va competir durant la dècada de 1940. Era germà del també waterpolista Tullio Pandolfini.
El 1948 va prendre part en els Jocs Olímpics de Londres, on va guanyar la medalla d'or en la competició de waterpolo. També guanyà el Campionat d'Europa de waterpolo de 1947.